# 壁谷県
壁谷県（へきこく-けん）は、中華人民共和国延辺朝鮮族自治州にかつて存在した県。現在の延辺朝鮮族自治州琿春市北東部に相当する。
渤海により設置され、遼代に廃止された。